# Pedinorrhina subaenea
Pedinorrhina subaenea är en skalbaggsart som beskrevs av Edgar von Harold 1878. Pedinorrhina subaenea ingår i släktet Pedinorrhina och familjen Cetoniidae. Utöver nominatformen finns också underarten P. s. ugandensis.